# 2. maj
2. maj er dag 122 i året i den gregorianske kalender (dag 123 i skudår). Der er 243 dage tilbage af året.
Athanasius dag. En biskop fra Alexandria, der i mange år måtte gemme sig i ørkenen, da han blev forfulgt af kejser Constantius II, indtil denne døde i 361.

### Begivenheder
Født - Dødsfald
- 1623 - Kongsberg Sølvværk i Norge oprettes.
- 1670 - Hudson's Bay Company, Canada, stiftes.
- 1775 - Benjamin Franklin afslutter det første videnskabelige studie af Golfstrømmen. En postmester i de engelske kolonier undrer sig over, at det tager skibe 2 uger længere at bringe post fra England end den modsatte vej.
- 1800 - Den engelske kemiker William Nicholson anbringer ledninger, forbundet på polerne til et batteri i vand. Han observerer, at der dukker bobler op ved den positive pol (anoden). Hermed er elektrolysen opdaget.
- 1813 - Napoleon besejrer de preussiske og russiske hære i slaget ved Lützen.
- 1942 - I farvandet nord for Norge sænkes den engelske krydser Edinburgh med fem tons guldbarrer i lasten.
- 1945 - Berlin overgiver sig til Den Røde Hær, og britiske styrker erobrer Lübeck, mens sovjetiske styrker erobrer Rostock og Warnemünde. De tyske tropper i Italien overgiver sig.
- 1952 - For første gang indsættes et jetfly (”de Havilland Comet 1”) i fast rutefart. Det sker på ruten Johannesburg - London.
- 1967 - Første møde i Russell-tribunalet, som har til formål at diskutere USA's engagement i Vietnamkrigen.
- 1969 - Lineren RMS Queen Elizabeth 2 sejler ud på sin jomfrurejse.
- 1975 - Det danske skib Clara Mærsk redder 3.628 vietnamesiske bådflygtninge fra druknedøden, da de samler dem op og sejler dem til Hong Kong.
- 1977 - Ved VM i badminton bliver Lene Køppen verdensmester i damesingle og i mixed double med Steen Skovgaard, og Flemming Delfs bliver verdensmester i herresingle.
- 1980 - Politiet sætter 450 betjente og en bulldozer til at rydde gaderne omkring "Byggeren" for barrikader og demonstranter.
- 1982 - Under Falklandskrigen sænker den britiske atomubåd HMS Conqueror den argentinske krydser ARA General Belgrano med to torpedoer. 323 søfolk omkommer.
- 1985 - Kommissionsdomstol giver daværende generaldirektør Poul Hansen hovedansvaret for postterminal-skandalen.
- 1986 - Radioaktivt nedfald fra Tjernobyl når England.
- 1989 - Den såkaldte "Blekingegade-sag" tager sin begyndelse, da en 36-årig mand kører galt ved Birkerød og politiet opdager, at han er efterlyst.
- 1989   - Ungarn begynder at rive "Jerntæppet" mellem Øst og Vest ned ved at fjerne det elektriske pigtrådshegn på grænsen mellem Ungarn og Østrig.
- 1990 - Den hollandske koncern Phillips overtager en fjerdedel af aktierne i det danske Bang & Olufsen, oplyses det af Bang og Olufsen. Aktierne koster Phillips 340 millioner kr.
- 1991 - Den hidtil største nævningesag i Danmark slutter med, at de 7 tiltalte i Blekingegade-sagen idømmes fra ét til ti års fængsel.
- 1995 - Indenrigsministeriet godkender Dansk Folkeparti som opstillingsberettiget.
- 1998 - Hollænderen Wim Duisenberg vælges som første chef for Den Europæiske Centralbank.
- 2000 - Præsident Bill Clinton meddeler, at adgang til præcise positioner ved hjælp af GPS ikke længere er forbeholdt det amerikanske militær.
- 2001 - Kirkeminister Johannes Lebech tilbyder muslimerne en begravelsesplads på et 5 hektar stort område i Brøndby.
- 2003 - George W. Bush erklærer i en tale klokken 3.00 dansk tid krigshandlingerne i Irak krigen for afsluttet.
- 2005 - For første gang nogensinde offentliggør kongehuset sit regnskab, der viser et overskud på 17 millioner kroner.
- 2006 - Næsten 100.000 folkeskoleelever landet over demonstrerer imod afskaffelsen af gruppeeksamener. Organisationen Danske Skoleelever står bag demonstrationerne.
- 2008 - Cyklonen Nargis rammer Myanmar og skaber voldsomme ødelæggelser med titusinder af døde og omkring en million hjemløse.

### Født
- 1660 - Alessandro Scarlatti, italiensk komponist (død 1725).
- 1729 - Katharina den Store, russisk kejserinde (død 1796).
- 1772 - Novalis, tysk forfatter (død 1801).
- 1773 - Heinrich Steffens, norsk-tysk filosof (død 1845).
- 1803 - Albert Küchler, dansk maler (død 1886).
- 1810 - H.C. Lumbye, dansk komponist (død 1874).
- 1859 - Jerome K. Jerome, engelsk forfatter (død 1927).
- 1860 - Theodor Herzl, østrigsk journalist og zionist (død 1904).
- 1892 - Manfred von Richthofen, tysk krigsflyver (Den røde baron) (død 1918).
- 1894 - Ellen Gottschalch, dansk skuespiller (død 1981).
- 1903 - Bing Crosby, amerikansk sanger og skuespiller (død 1977).
- 1903   - Benjamin Spock, amerikansk børnelæge og forfatter (død 1998).
- 1912 - Axel Springer, tysk forlægger (død 1985).
- 1920 - Preben Neergaard, dansk skuespiller (død 1990).
- 1921 - Satyajit Ray, indisk filminstruktør (død 1992).
- 1922 - Roscoe Lee Browne, amerikansk skuespiller (død 2007).
- 1925 - John Neville, engelsk skuespiller (død 2011).
- 1929 - Édouard Balladur, fransk politiker og tidligere minister.
- 1932 - Erik Kühnau, dansk skuespiller (død 2022).
- 1942 - Jacques Rogge, belgisk præsident for IOC (død 2021).
- 1946 - David Suchet, britisk skuespiller.
- 1959 - Lone Scherfig, dansk filminstruktør.
- 1960 - Stephen Daldry, engelsk skuespiller.
- 1966 - Torben Boye, dansk fodboldspiller
- 1975 - Prinsesse Nathalie, dansk-tysk prinsesse.
- 1975 - David Beckham, engelsk fodboldspiller.
- 1976 - Rikke Hørlykke, dansk håndboldspiller.
- 1976 - Daniel Alcántar, mexicansk fodboldspiller.
- 1985 - Lily Allen, engelsk sangerinde.
- 2015 - Prinsesse Charlotte af Cambridge, britisk prinsesse

### Dødsfald
- 373 - Athanasius af Alexandria, egyptisk biskop og kirkefader (født ca. 298).
- 1219 - Leo 2., konge af Armenien (født 1150).
- 1280 - Thrugot Thorstensen, dansk ærkebiskop (ukendt fødselsår).
- 1519 - Leonardo da Vinci, italiensk kunstner og videnskabsmand (født 1452).
- 1672 - Mourits Køning, dansk biskop (født 1637).
- 1813 - August Ferdinand, preussisk prins (født 1730).
- 1823 - Lauritz Kjellerup, dansk købmand, skibsreder og etatsråd (født 1751).
- 1828 - Thomas Tudor Tucker, amerikansk politiker (født 1745).
- 1829 - Niels Henrik Weinwich, dansk forfatter og etatsråd (født 1755).
- 1847 - Wilhelm Bernhard von Linstow, dansk overførster (født 1776).
- 1853 - Christian Friedrich Schwägrichen, tysk botaniker (født 1775).
- 1854 - Sulpiz Boisserée, tysk arkitekt (født 1783).
- 1857 - Alfred de Musset, fransk forfatter (født 1810).
- 1864 - Giacomo Meyerbeer, tysk komponist (født 1791).
- 1865 - Karl Etzel, tysk jernbaneingeniør (født 1812).
- 1870 - Aleksandr Aleksandrovitj, storfyrste af Rusland (født 1869).
- 1883 - Steen Andersen Bille, dansk viceadmiral og marineminister (født 1793).
- 1883 - Hans Christian Hansen, dansk arkitekt, etatsråd og professor (født 1803).
- 1885 - Peter Ludvig Panum, dansk læge og fysiolog (født 1820).
- 1889 - Edward Tesdorpf, dansk landmand og gehejmekonferensråd (født 1817).
- 1891 - Fredrik Peter Brandt, norsk retshistoriker (født 1825).
- 1899 - Eduard von Simson, tysk jurist (født 1810).
- 1900 - Ivan Konstantinovitj Ajvasovskij, russisk maler (født 1817).
- 1900 - Lars Oftedal, norsk gejstlig og politiker (født 1838).
- 1905 - Rasmus Pedersen, dansk plantefysiolog (født 1840).
- 1911 - Lavst Kresten Kristensen, dansk politiker (født 1859).
- 1915 - Clara Immerwahr, tysk kemiker (født 1870).
- 1919 - Evelyn De Morgan, britisk maler (født 1855).
- 1925 - Johann Palisa, østrigsk astronom (født 1848).
- 1934 - Max Friedlaender, tysk musikforfatter (født 1852).
- 1939 - Eduard Saltoft, dansk maler (født 1883).
- 1942 - Elisabeth Dons, dansk skuespiller og operasanger (født 1864).
- 1943 - Viktor Lutze, tysk nazist og chef for Sturmabteilung (født 1890).
- 1945 - Martin Bormann, nazitysk sekretær for Hitler (født 1900).
- 1945   - Pietro Mascagni, italiensk komponist (født 1863).
- 1945 - Karl Fritzsch, medlem af Schutzstaffel (født 1903).
- 1945 - Ludwig Stumpfegger, tysk SS-læge (født 1910).
- 1945 - Karl Vilhelm Koch, dansk litograf og civilingeniør (født 1878).
- 1945 - Helge Bernhard Mogensen, dansk jurist, advokatfuldmægtig og modstandsmand (født 1916).
- 1947 - Erik Gotlieb Pedersen, dansk maler (født 1888).
- 1949 - Niels Peter Nielsen Gaardmand, dansk landbrugsskoleforstander (født 1891).
- 1951 - Alphonse de Châteaubriant, fransk forfatter (født 1877).
- 1957 - Joseph McCarthy, amerikansk senator (født 1908).
- 1958 - Ragnvald Blix, norsk karikaturtegner (født 1882).
- 1966 - John London, britisk atlet (født 1905).
- 1968 - Francis Frederick, amerikansk roer (født 1907).
- 1971 - Kai Adolf Jensen, dansk professor i almen patologi (født 1894).
- 1972 - J. Edgar Hoover, amerikansk FBI-chef (født 1895).
- 1977 - Isidor Annenskij, sovjetisk filminstruktør og manuskriptforfatter (født 1906).
- 1979 - Giulio Natta, italiensk kemiker og nobelprismodtager (født 1903).
- 1979 - Johan Eriksen Hvidtfeldt, dansk dr.phil. i historie og rigsarkivar (født 1908).
- 1981 - William Dennison, amerikansk politiker (født 1905).
- 1983 - Pridi Banomyong, thailandsk jurist og politiker (født 1900).
- 1983 - Katharine St. George, amerikansk politiker (født 1894).
- 1985 - Ole Kielberg, dansk kunstmaler (født 1911).
- 1988 - Pavel Kadotjnikov, sovjetisk filminstruktør, manuskriptforfatter og skuespiller (født 1915)
- 1992 - Christel, dansk tegner og illustrator (født 1919).
- 1993 - Ivan Lapikov, sovjetisk og russisk skuespiller (født 1922).
- 1997 - Marius Andersen, dansk borgmester (født 1924).
- 1997 - Paulo Freire, brasiliansk pædagog og filosof (født 1921).
- 1998 - Hide, japansk musiker (født 1964).
- 1998 - Gene Raymond, amerikansk skuespiller (født 1908).
- 1999 - Oliver Reed, engelsk skuespiller (født 1938).
- 1999 - Hans Jørgen Jacobsen, dansk bokser og skuespiller (født 1940).
- 2001 - Poul Dalsager, dansk politiker, minister og Europa-Kommissær (født 1929).
- 2002 - Carl Heger, dansk skuespiller (født 1910).
- 2006 - Birthe Palludan, dansk lektor (født 1923).
- 2009 - Jack Kemp, amerikansk politiker og footballspiller (født 1935).
- 2009 - Marilyn French, amerikansk forfatter og feminist (født 1929).
- 2010 - Lynn Redgrave, britisk-amerikansk skuespiller (født 1943).
- 2010 - Viggo Johannes Clausen, dansk journalist og forfatter (født 1922).
- 2011 - Osama bin Laden, saudisk entreprenør og terrorist. (født 1957).
- 2011 - Gerz Feigenberg, dansk skuespiller, sceneinstruktør og forfatter (født 1956).
- 2011 - Knud Erik Johan Borck, dansk viceadmiral (født 1940).
- 2012 - Gyrd Løfqvist, dansk skuespiller (født 1921).
- 2013 - Jeff Hanneman, amerikansk musiker (født 1943).
- 2014 - Efrem Zimbalist, Jr., amerikansk skuespiller (født 1918).
- 2015 - Michael Blake, amerikansk forfatter (født 1945).
- 2015 - Ruth Rendell, amerikansk forfatter (født 1930).
- 2017 - A.R. Penck, tysk maler, billedhugger, grafiker og jazztrommeslager (født 1939).
- 2018 - Hans-Ulrik Longhi, dansk erhvervsleder og politiker (født 1947).
- 2018 - Kjeld Bruun Heltoft, dansk kunstner (født 1931).
- 2020 - Ib Schelde, dansk politiker og fagforeningsmand (født 1937).
- 2024 - Kjeld Ejler, direktør for Landbrugsraadet (født 1930).

|  | Denne datoartikel kan blive bedre, hvis der indsættes et (bedre) billede Du kan hjælpe ved at afsøge Wikimedia Commons for et passende billede eller uploade et godt billede til Wikimedia Commons iht. de tilladte licenser og indsætte det i artiklen. |